# Schloss Balfanz
Schloss Balfanz (polnisch Pałac w Białowąsach) ist ein Herrenhaus im heute polnischen Białowąs, Powiat Szczecinecki (Kreis Neustettin), Gemeinde Barwice (Bärwalde), Woiwodschaft Westpommern
Das heute erhaltene zweigeschossige Herrenhaus stammt aus dem 18. Jahrhundert. Im späten 19. Jahrhundert wurde eine Veranda angebaut. Das Herrenhaus ist auf rechteckigem Grundriss auf einem Steinfundament erbaut und trägt Satteldächer. Die Fassade ist mit zwei seitlichen Risaliten gestaltet. Der Schlosspark, ein Landschaftspark aus der ersten Hälfte des 19. Jahrhunderts, ist heute gut gepflegt. Gestaltet im Stil des romantischen Eklektizismus finden sich eine Schwarznuss, Zypressen, eine Südjapanische Hemlocktanne und eine 700-jährige Stieleiche.

## Rittergut
Letzte Eigentümer vom Gut und Herrenhaus war die Grafenfamilie von Rittberg, die mit unterschiedlichen genealogischen Linien auch in Preußen auf Stangenberg bei Nikolaiken, in Schlesien und in Ungarn eingesessen waren. Erworben hatte es weit vor 1894 der wirtschaftlich gut ausgestattete Politiker Oswald von Rittberg, der sich zuweilen, wie in Adelskreisen konventionell, auch Graf Rittberg-Balfranz nannte, zur Ausstattung seines ältesten Sohnes, Rittmeister Friedrich-Wilhelm von Rittberg (1875–1944). Der Offizier war Rechtsritter des Johanniterordens und verheiratet mit Monika von Moltke-Kreisau. Das Balfanzer Gutsbesitzerpaar hatte eine Tochter Monika, und zwei Söhne. Job-Wilhelm von Rittberg (1916–1940) fiel als Oberleutnant der Luftwaffe, sein älterer Bruder Karl-Heinrich von Rittberg (1914–1945) wurde vom NS-Regime hingerichtet. Das Rittergut hatte um 1913 einen Umfang von 1145 ha, davon waren 605 ha Waldbestand.